# The Purge: Election Year
The Purge: Election Year (bra: 12 Horas para Sobreviver: O Ano da Eleição ou Uma Noite de Crime 3; prt: A Purga: Ano de Eleições) é um filme distópico de ação e terror escrito e dirigido por James DeMonaco e estrelado por Frank Grillo, Elizabeth Mitchell e Mykelti Williamson. O filme é uma sequência de The Purge: Anarchy (2014) e o terceiro título da série The Purge.
O filme foi lançado em 1 de julho de 2016, faturando mais de $102 milhões de bilheteria e recebeu críticas mistas.

## Enredo
Quando criança, Charlene "Charlie" Roan tem sua casa invadida por participantes da Noite de Crime e vê sua família inteira ser massacrada. 18 anos depois, ela é uma senadora estadunidense e candidata à presidência que promete acabar com a Noite de Crime, caso eleita, e sua equipe de segurança é chefiada por Leo Barnes, protagonista do filme anterior.
Os Novos Pais Fundadores e o candidato deles, o ministro Edwidge Owens, veem Charlie como uma ameaça e, na véspera da Noite de Crime, decidem revogar a imunidade da qual autoridades políticas gozavam anteriormente durante as 12 horas sem leis, o que deixa Charlie vulnerável.
Enquanto isso, Joe Dixon e seu assistente Marcos trabalham na delicatesse de Joe em Washington, D.C. quando o local é furtado por duas adolescentes. Uma cliente, a enfermeira e ex-purgadora Laney Pucker, consegue fazer as garotas deixarem o local após ser reconhecida por elas. Joe recebe uma ligação do seguro de sua loja, informando que o preço será aumentado subitamente. Incapaz de pagar o novo valor, Joe decide defender a loja com as próprias mãos. Enquanto isso, a imprensa comenta os benefícios que a economia recebe do chamado "turismo de assassinato", que consiste na vinda massiva de estrangeiros para os EUA com o objetivo de participarem da Noite de Crime.
Quando a Noite começa, Joe defende sua loja com a ajuda de Marcos ficando de tocaia no teto do prédio, conseguindo repelir um ataque das adolescentes que tentaram furtá-lo anteriormente. Enquanto isso, Laney e sua amiga Dawn patrulham a cidade numa ambulância, prestando primeiros socorros aos feridos que encontram.
Charlie decide ficar em casa durante a Noite em vez de ir a um local seguro de modo a não demonstrar fraqueza e insegurança ao eleitorado. Leo comanda uma operação de segurança com a ajuda de seus assistentes Couper e Eric, além de um grupo de guarda-costas. Couper e Eric na verdade são espiões dos Novos Pais Fundadores e possibilitam a entrada de uma força paramilitar neonazista liderado por Earl Danzinger, que mata todos os seguranças. Leo consegue escoltar Charlie para fora de sua mansão e detona uma bomba, matando Couper, Eric e alguns neonazistas. Na fuga, ele acaba baleado.
Nas ruas, Leo e Charlie acabam emboscados por um grupo de turistas, mas Joe e Marco os salvam executando os estrangeiros do topo do prédio. A dupla se refugia na loja, mas as adolescentes voltam com reforços. Laney chega e mata metade do grupo, mas os demais conseguem arrombar a loja e o grupo foge para um local seguro. Contudo, Earl os encontra de helicóptero e eles fogem para debaixo de um viaduto, onde Leo percebe que Earl os encontrou porque a bala alojada em seu ombro contém um rastreador.
No local, o grupo é confrontado por um bando de crips, mas Joe, um ex-membro, negocia com eles e consegue a segurança do grupo em troca de assistência médica para um amigo do líder. Ainda, a gangue coloca a bala num determinado local e executa agentes enviados para o local para eliminar Leo.
O grupo chega a um esconderijo subterrâneo e antiexpurgo comandado por Dante Bishop. Lá, Leo e Charlie descobrem que os rebeldes planejam assassinar a liderança dos Novos Pais Fundadores numa tentativa de encerrar a Noite de Crime. A dupla tenta convencer o parceiro de Dante, Angel, a não executar o plano, mas são alertados por Dawn sobre a aproximação dos paramilitares. A dupla escapa e reencontra Joe, Marcos e Laney, que haviam deixado o local anteriormente par retornar à loja de Joe.
Leo tenta escapar da cidade na ambulância de Laney, mas o veículo é atingido pelos paramilitares e Charlie é levada. Leo leva o grupo e os rebeldes de Dante para a catedral fortificada onde os Novos Pais Fundadores submeterão Charlie a um sacrifício humano nas mãos do pastor Harmon James. O grupo consegue intervir a tempo e um tiroteio mata todos os membros da congregação, exceto Edwidge e Harmon, que fogem. Edwidge é capturado pelo grupo de Dante, mas Charlie os convencem a poupá-lo.
As forças paramilitares chegam e matam Dante e sua equipe. Leo mata Earl e Charlie libera outras vítimas capturadas para o sacrifício, mas Harmon surge e mata um deles. Joe aparece e enfrenta Harmon, chegando a matá-lo, embora acabe ferido mortalmente. Antes de morrer, ele pede a Marcos e Laney que cuidem de sua loja.
Dois meses depois, Charlie é eleita com uma vitória esmagadora e Leo é nomeado diretor do United States Secret Service. Marcos e Laney renovam a loja de Joe e assumem o local. Uma notícia na televisão informa que grupos de apoiadores dos Novos Pais Fundadores realizam protestos violentos pelo país todo em resposta aos resultados das eleições e o consequente fim das Noites de Crime.

## Elenco
- Frank Grillo como Sargento Leo Barnes[5]
- Elizabeth Mitchell como Senadora Charlie Roan[6]
  - Christy Coco como a Jovem Charlie Roan
- Mykelti Williamson como Joe Dickson[6]
- José Juliano Soria como Marcos[6]
- Betty Gabriel como Laney Rucker[6]
- Terry Serpico como o Conde Danzinger
- Raymond J. Barry como Caleb Tocas
- Edwin Hodge como Dante Bishop
- Kyle Secor como o Ministro Edwidge Owens[6]
- Liza Colón-Zayas como Dawn[6]
- David Aaron Baker como o Secretário de Imprensa dos Novos Pais Fundadores Tommy Roseland
- Christopher James Baker como Harmon James
- Britanny Mirabile como Kimmy
- Juani Feliz como o amiga de Kimmy
- Romano Blat como "Tio Sam"
- Jamal Peters como Líder Crips
- J. Jóias como Político Debatedor

## Produção
Em 6 de outubro de 2014, foi anunciado que James DeMonaco voltaria a escrever e dirigir o terceiro filme da série; enquanto que os produtores Sebastian kLemercier, Jason Blum da Blumhouse Productions, parceiros de Michael Bay da Platinum Dunes, Andrew Form e Brad Fuller, também voltariam. Em 3 de agosto de 2015, foi anunciado que Frank Grillo iria retornar para a sequela no papel do sargento. O elenco foi anunciado em 10 de setembro de 2015, incluindo Betty Gabriel, Edwin Hodge, Kyle Secor, José Juliano Soria, Mykelti Williamson, e Elizabeth Mitchell.

### Filmagens
As filmagens começaram em 16 de setembro de 2015. Apesar de algumas cenas terem sido filmadas em Washington, D.C., a maior parte do filme foi filmado em Rhode Island, tanto em sua capital Providence quanto em Woonsocket. As principais ruas de Woonsocket foram transformadas no futuro próximo de Washington, D.C.

## Música
Nathan Whitehead retornou na composição, ele trabalhou nos dois primeiros filmes. A trilha sonora foi lançada em 1 de julho de 2016, para coincidir com o lançamento do filme.

## Lançamento
Originalmente, o filme estava previsto para ser lançado na segunda-feira, 4 de julho de 2016, para coincidir com o Quarto de julho, mas foi deslocado para a sexta-feira, dia 1 de julho.

## Recepção

### Bilheteria
The Purge: Election Year arrecadou cerca de 78.7 milhões de dólares na América do Norte e 26,600 milhões de dólares em outros continentes, resultando em um total de US$ 118,206,336 contra um orçamento de apenas 10 milhões.
Nos Estados Unidos e Canadá, o filme estreou junto com BFG e A Lenda de Tarzan, e foi projetado para arrecadar em torno de $25 milhões na semana de estreia. O filme arrecadou US$ 3,6 milhões a partir da seção noturna de quinta-feira, superando os seus antecessores (The Purge: US$ 3,4 milhões em 2013 e The Purge: Anarchy: US$ 2,6 milhões em 2014). Em sua semana de estréia, o filme arrecadou US$ 31,4 milhões e terminou em terceiro lugar na bilheteria geral, apenas atrás de Finding Dory (US$ 41,4 milhões) e A Lenda de Tarzan (US$ 38,6 milhões). Em 4 de julho, o filme arrecadou um total de US$ 34,8 milhões.

### Resposta crítica
No Rotten tomatoes, o filme recebeu críticas mistas, com um índice de aprovação de 54%, com base em 126 avaliações e tem a média de 5.4/10. O consenso crítico do site escreveu: "Ele não é particularmente sútil, mas The Purge: Election Year mistura potentes sacudidos e temas oportunos e ainda acrescenta um desvio sordidamente eficaz." No Metacritic, o filme tem uma pontuação de 55 de 100 com base em 29 avaliações de críticos, indicando "o misto ou a média das revisões". A avaliação da audiências, pesquisa realizada pela CinemaScore, deu ao filme uma nota média de "B+" numa escala de A+ a F.